# Monocacy Aqueduct

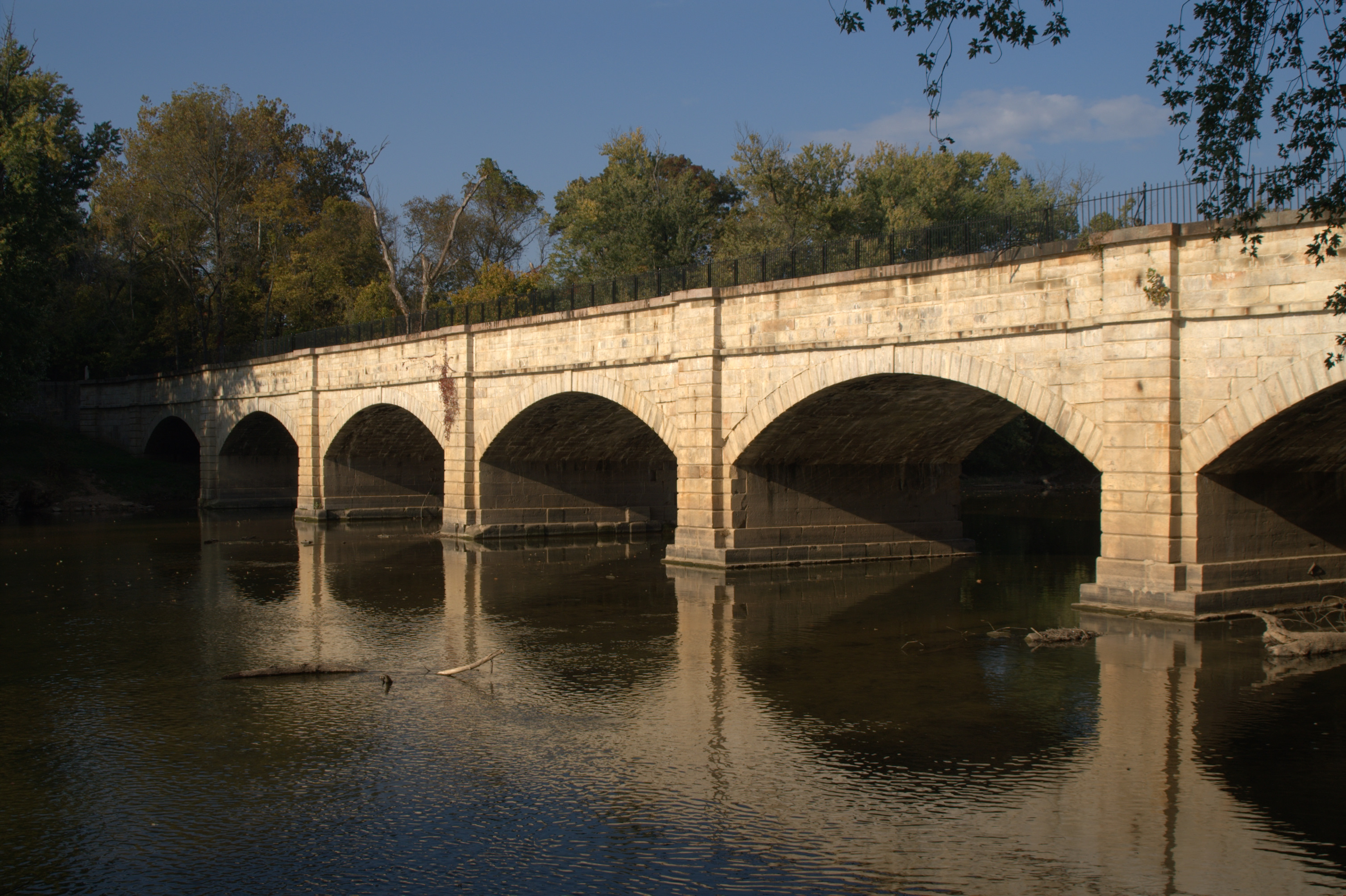
Monocacy Aqueduct

Monocacy Aqueduct – największy z jedenastu akweduktów wybudowanych na kanale Chesapeake i Ohio, przy ujściu rzeki Monocacy do Potomaku w amerykańskim stanie Maryland.
Budowę akweduktu rozpoczęto w 1829 roku i ukończono cztery lata później. Akwedukt ma 133,5 m długości, a jego budowa kosztowała 127 900 dolarów. Granitowe bloki, z których jest zbudowany pochodzą z pobliskich kamieniołomów u podnóża góry Sugarloaf Mountain.
Akwedukt został poważnie uszkodzony podczas powodzi spowodowanej przez huragan Agnes w 1972 roku. Obecnie objęty jest ochroną federalną jako część narodowego parku historycznego kanału Chesapeake i Ohio. W 2005 roku został odrestaurowany do swojego pierwotnego wyglądu.